# Cara o cruz
Cara o cruz é uma telenovela estadunidense exibida em 2001 pela Telemundo.

## Elenco
- José Ángel Llamas - Ismael Serrano
- Ana de la Reguera - Mariana Medina / Aída
- José María Yaspik - Armando Pescador
- Plutarco Haza - Martín Alcántara
- Fabián Corres - Aurelio Salazar
- Patricia Pereyra - Teresa Alcántara
- Itari Martha - Lourdes Alcántara
- Julieta Egurrola - Matilde Sosa de Alcántara
- Enrique Singer - Leonardo Medina
- Juan Pablo Abitia - Eduardo Medina
- Gabriela Roel - Claudette
- Jorge Lavat - Melchor Hidalgo
- Patricio Castillo - Fidelio
- Luisa Huertas - Julia
- Alpha Acosta - Cony
- Isabel Herrera - Noemi
- Octavio Castro - Yeyo
- Roger Nevares - Dr. Efrain Guzmán
- Fabián Peña - Lic. Emilio Carranza
- Verónica Toussaint - Alejandra